# Andrew Kresch
Andrew Harold Kresch (* 1972) ist ein amerikanischer Mathematiker, der sich mit algebraischer Geometrie beschäftigt und Professor an der Universität Zürich ist.
Kresch gewann 1989 eine Silbermedaille auf der Internationalen Mathematikolympiade. Er studierte an der Yale University und promovierte 1998 an der University of Chicago bei William Fulton mit der Dissertation Chow Homology for Artin Stacks. Er war Lecturer an der University of Warwick und wurde 2006 ordentlicher Professor an der Universität Zürich.
2024 wurde Kresch zum Mitglied der Academia Europaea gewählt.

## Publikationen (Auswahl)
- Andrew Kresch und Yuri Tschinkel: Models of Brauer–Severi surface bundles. In: Moscow Mathematical Journal. Band 19, Nr. 3, 2019, S. 549–595, doi:10.17323/1609-4514-2019-19-3-549-595.
- mit Buch, Anders Skovsted; Tamvakis, Harry (2017). A Giambelli formula for isotropic Grassmannians. Selecta Mathematica, 23(2):869-914.
- mit Buch, Anders Skovsted; Purbhoo, Kevin; Tamvakis, Harry (2016). The puzzle conjecture for the cohomology of two-step flag manifolds. Journal of Algebraic Combinatorics, 44(4):973-1007.
- mit Bumsig, Kim; Oh Yong-Geun. A compactification of the space of maps from curves. Transactions of the American Mathematical Society, vol. 366, no. 1, 2014, pp. 51–74. JSTOR, http://www.jstor.org/stable/23813129. Accessed 30 Aug. 2022.
- Flattening stratification and the stack of partial stabilizations of prestable curves. (2013) Bulletin of the London Mathematical Society, 45(1):93-102.
- On the geometry of Deligne-Mumford stacks. In: Abramovich, D; Bertram, A; Katzarkov, L; Pandharipande, R; Thaddeus, M. Algebraic Geometry: Seattle 2005. Providence, Rhode Island: American Mathematical Society, 259-271.
- mit Tamvakis, H (2003). Quantum cohomology of the Lagrangian Grassmannian. Journal of Algebraic Geometry, 12(4):777-810.
- mit Edidin, D; Hassett, B; Vistoli, A (2001). Brauer groups and quotient stacks. American Journal of Mathematics, 123(4):761-777.
- Gromov-Witten invariants of a class of toric varieties (2000). Michigan Mathematical Journal, 48(1):369-391.
- Cycle groups for Artin stacks. Invent. Math. 138, No. 3, 495-536 (1999).